# Opel 18/30 PS
 (août 2024).
L'Opel 18/30 PS est une voiture de la catégorie luxueuse construite par Adam Opel KG de 1907 à 1909 pour succéder au modèle 25/30 PS.

## Historique et technologie
La 18/30 PS était légèrement plus grande que sa prédécesseur, mais elle restait au même niveau de prix. Elle n'était plus fabriquée selon les licences de Darracq, mais selon la propre conception d'Opel. Cependant, son moteur était similaire à celui de sa prédécesseur.
Le moteur était un moteur quatre cylindres d'une cylindrée de 4 730 cm³ (alésage × course = 112 mm × 120 mm), qui produisait 30 ch (22 kW) à 1 400 tr/min. En 1908, la puissance passa à 32 ch (23,5 kW) à 1 500 tr/min. Le moteur à commande latérale était refroidi par eau et la circulation du liquide de refroidissement était assurée par une pompe centrifuge. Le carburateur à piston était doté d'un préchauffage pour le mélange air-carburant. Le double allumage avait été supprimé; Chaque cylindre n'avait qu'une seule bougie d'allumage, alimentée par un allumage magnéto. La puissance du moteur était transmise à l'essieu arrière via un embrayage à cône en cuir, une boîte de vitesses manuelle à trois vitesses et un arbre à cardan.
Le cadre était constitué de profilés en U en acier. Le renfort en bois de la prédécesseur n'était plus présent. Les deux essieux rigides étaient suspendus sur des ressorts à lames semi-elliptiques. Le frein de service agissait sur l’arbre de sortie de la transmission. Le frein à main a été conçu comme un frein à tambours agissant sur les roues arrière.
Il y avait quatre styles de carrosserie, un coupé deux portes, une voiture de tourisme à quatre places, une berline quatre portes et un landaulet quatre portes. La voiture était à nouveau disponible avec deux empattements différents, 3 170 mm ou 3 470 mm. La variante la moins chère (le coupé), coûtait 13 000 Reichsmark.
Début 1909, la construction de la 18/30 PS est arrêtée sans successeur.